# Esther Acebo
Esther Acebo (Madrid, 1983) és una actriu, presentadora i reportera espanyola, coneguda per haver participat a Non Stop People, Los encantados (2016) i La casa de papel (2017-).

## Biografia
Va estudiar Ciències de l'Activitat Física i l'Esport a la Universitat de Castella-la Manxa (2001/2005). Compaginava els seus estudis amb les classes d'interpretació. La seva primera oportunitat va arribar com a presentadora del programa infantil Kosmi Club a Castella-la Manxa. Més tard va començar a Non Stop People, una cadena de Movistar +, també com a presentadora.
Va continuar treballant com a actriu i va debutar a la televisió amb Ángel o demonio (Telecinco). També va fer el salt al cinema amb la pel·lícula de Ricardo Dávila Los encantados (2016), que es va estrenar a través d'Internet.
El 2 de maig de 2017 es va estrenar La casa de papel, on ha interpretat Mónica Gaztambide «Estocolmo», un dels personatges principals de la sèrie de Netflix.
Altres projectes en què ha participat són l'obra de teatre Frankie & Johnny de Magüi Mira i el curtmetratge En algún lugar de Rusia, de Néstor Ruiz Medina.

## Filmografia

### Programes de televisió
| Programes de televisió | Programes de televisió | Programes de televisió        | Programes de televisió   | Programes de televisió |
| Any                    | Títol                  | Cadena                        | Rol                      |                        |
| ---------------------- | ---------------------- | ----------------------------- | ------------------------ | ---------------------- |
| 2007-2011              | Kosmi Club             | Castilla-La Mancha Televisión | Presentadora             |                        |
| 2008-2011              | Cabalgata de Reyes     | Castilla-La Mancha Televisión | Reportera                |                        |
| 2012-2013              | Cosmonews              | Cosmopolitan TV               | Presentadora             |                        |
| 2015                   | Al Natural             | HispanTV                      | Presentadora             |                        |
| 2015-2018              | Non Stop People        | Movistar+                     | Presentadora / Reportera |                        |

### Sèries de televisió
| Sèries de televisió | Sèries de televisió | Sèries de televisió           | Sèries de televisió | Sèries de televisió |
| Any                 | Títol               | Paper                         | Cadena              | Notes               |
| ------------------- | ------------------- | ----------------------------- | ------------------- | ------------------- |
| 2010                | Madrid DF           | Irene                         | Antena 3            | 2 episodis          |
| 2011                | Ángel o demonio     | Noia                          | Telecinco           | 1 episodi           |
| 2017-?              | La casa de papel    | Mónica Gaztambide «Estocolmo» | Antena 3 / Netflix  | 23 episodis         |
| 2019                | Antes de perder     | Diana                         | Playz               | 7 episodis          |

### Obres de teatre
| Teatre | Teatre                            | Teatre | Teatre           | Teatre          |
| Any    | Títol                             | Paper  | Director         | Notes           |
| ------ | --------------------------------- | ------ | ---------------- | --------------- |
| 2014   | Petra                             | Petra  | Estefanía Cortés | Paper principal |
| 2015   | Solo con tu amor no es suficiente | Edurne | Iñigo Guardamino | Paper secundari |
| 2018   | El ojo de la aguja                | Julia  | Estefanía Cortés | Paper principal |

### Cine
| Pel·lícules i Curtmetratge | Pel·lícules i Curtmetratge | Pel·lícules i Curtmetratge | Pel·lícules i Curtmetratge |
| Any                        | Títol                      | Paper                      | Notes                      |
| -------------------------- | -------------------------- | -------------------------- | -------------------------- |
| 2010                       | Rewind                     | -                          | Curtmetratge               |
| 2012                       | Se quedan a cenar          | Mujer                      | Curtmetratge               |
| 2013                       | Die Krise                  | Mari Carmen                | Curtmetratge               |
| 2014                       | Habla o reviente           | Mujer enfadada             | Curtmetratge               |
| 2016                       | Los encantados             | Amnesia Carrasco           | Paper principal            |
| 2016                       | Baraka                     | Laura Núñez                | Curtmetratge               |
| 2019                       | Paralelos                  | Olivia Sotomayor           | Curtmetratge               |